# هرکی تک بیاره
تک آوردن یا پالام پولوم پیلیش نوعی بازی انتخاب اتفاقی با دست است. این بازی در ایران بسیار محبوب است.

## شیوهٔ بازی
تک آوردن برای اجرا نیاز به سه نفر یا بیشتر دارد. شرکت‌کنندگان یک دست خود را بالا می‌برند و با خواندن «هر کی تک بیاره» همزمان دستانشان (رو یا پشت دست) را نشان می‌دهند. از این میان، اگر دستی تک آمده باشد؛ یعنی از بین سه نفر، یکی به پشت، یا برعکس دو نفر به پشت و یک نفر به رو، برحسب نوع بازی باید حکمی را که از قبل تعیین کرده‌اند، اجرا کند. این بازی پیش‌نیاز بازی‌هایی مانند گرگم به هوا (برای انتخاب کردن گرگ) یا قایم‌موشک (برای انتخاب کسی که چشم بگذارد) نیز انجام می‌شود.

## جامعه‌شناسی
از این بازی تعاریف بسیاری برای استفاده‌های سیاسی، فرهنگی، هنری و طنز نیز می‌شود. با نام «پالام پولوم پیلیش» برنامه تلویزیونی و شخصیت‌های عروسکی کودک و نوجوان نیز ساخته شده است.